# اضطرابات التطور الجنسي
اضطرابات التطور الجنسي (اختصارًا DSDs) هي الحالات الطبية التي تنطوي على الجهاز التناسلي. وبشكل أكثر تحديدًا، تشير هذه المصطلحات إلى «الظروف الخلقية التي يكون فيها تطور الجنس الكروموسومي أو التناسلي أو التشريحي غير نمطي.» («الخلقية» تعني المكتسبة قبل الولادة أثناء تطور الجنين داخل رحم الأمّ).
لا يزال المصطلح مثيرًا للجدل، وقد أظهرت الأبحاث أن الأشخاص المتضررين يعانون من تأثير سلبي، حيث تؤثر المصطلحات على اختيار مقدمي الرعاية الصحية واستخدامهم. لا تزال منظمة الصحة العالمية والعديد من الجرائد الطبية تشير إلى الDSDs كسمات أو حالات ثنائية الجنس. دعا مجلس أوروبا  ولجنة البلدان الأمريكية لحقوق الإنسان إلى مراجعة التصنيفات الطبية التي تضفي الطابع الطبي غير الضروري على الصفات المتعلقة بثنائية الجنس.

## نظرة عامة
اضطرابات التطور الجنسي هي الحالات الطبية التي تنطوي على طريقة تطور الجهاز التناسلي من مرحلة الطفولة (وقبل الولادة) وحتى سن البلوغ. هناك عدة أنواع منها وتأثيرها على الأعضاء التناسلية الخارجية والداخلية يختلف اختلافًا كبيرًا.
الصفة الاجتماعية والطبية المستخدمة بشكل متكرر للأشخاص الذين يعانون من اضطرابات التطور الجنسي هي ثنائية الجنس. الآباء والأمهات الذين لديهم أطفال يعانون من هذه الاضطرابات والأطباء المشاركون في علاجها عادة ما يحاولون التمييز بوضوح بين الجنس البيولوجي والجنس الاجتماعي والتوجه الجنسي.[بحاجة لمصدر]
اضرابات التطور الجنسي الأكثر شيوعًا هي فرط تنسج الكظرية الخلقي (CAH)، مما يؤدي إلى إصابة شخص مصاب بالكروموسومات الأنثوية (XX) بأعضاء تناسلية تبدو ذكورية إلى حد ما. في الحالات الخفيفة، ينتج CAH عن بظر موسع قليلاً، بينما في الحالات الأكثر شدة قد يكون من الصعب معرفة ما إذا كان الطفل ذكراً أو أنثى (الأعضاء التناسلية الغامضة). يحدث CAH بسبب مشكلة في الغدد الكظرية ويعالج عادة عن طريق تناول دواء يومي ليحل محل أو يكمل هرمونات الغدة الكظرية المفقودة. (عندما تحدث مشكلة الغدة الكظرية عند الأشخاص الذين يعانون من كروموسومات الذكور (XY)، تكون النتيجة هي فرط التذكير والبلوغ المبكر).[بحاجة لمصدر]

## الحالات الطبية
- متلازمة XXXX
- متلازمة XXYY
- متلازمة نقص الأندروجين
- عدم تكون القضيب
- انعدام القلفة
- نقص الأروماتاز
- متلازمة فرط الأروماتاز
- ضخامة البظر
- متلازمة عدم الحساسية للأندروجين التامة
- فرط تنسج الكظرية الخلقي
- متلازمة ذكر XX
- ازدواج القضيب
- متلازمة عدم الحساسية للاستروجين
- متلازمة كلاينتفيلتر
- نقص تنسج خلايا لايدنغ
- خنوثة حقيقة
- متلازمة عدم الحساسية الجزئية للأندروجين
- خلل تكون الغدد التناسلية
- خلل تكون الغدد التناسلية XX
- خلل تكون الغدد التناسلية XY
- خلل تكون الغدد التناسلية المختلط
- متلازمة ثلاثية إكس
- متلازمة تيرنر
- رحم مزدوج
- عدم تخلق مولري

## روابط خارجية
- Lee P. A.؛ Houk C. P.؛ Ahmed S. F.؛ Hughes I. A. (2006). "Consensus statement on management of intersex disorders". Pediatrics. ج. 118 ع. 2: e488–500. DOI:10.1542/peds.2006-0738. PMC:2082839. PMID:16882788. مؤرشف من الأصل في 2009-08-03.
- Lee، Peter A.؛ Nordenström، Anna؛ Houk، Christopher P.؛ Ahmed، S. Faisal؛ Auchus، Richard؛ Baratz، Arlene؛ Baratz Dalke، Katharine؛ Liao، Lih-Mei؛ Lin-Su، Karen (28 يناير 2016). "Global Disorders of Sex Development Update since 2006: Perceptions, Approach and Care". Hormone Research in Paediatrics. ج. 85 ع. 3: 158. DOI:10.1159/000442975. ISSN:1663-2818. PMID:26820577.
- يوفر موقع اضطرابات تطوير أبحاث الجنس معلومات عن أسباب وآثار DSD، بلغة واضحة، من منظور أبحاث علم الوراثة والبيولوجيا. ويشمل أيضًا معلومات علمية وطبية مفصلة للأطباء والعلماء الذين يعملون مع الأطفال والمراهقين والبالغين المتأثرين بـ DSD أو ثنائية الجنس، أو تحليل الأسباب الوراثية.
- اتفاق التحالف - الترويج لمناهج شاملة ومتكاملة للرعاية التي تعزز صحة ورفاهية الأفراد والأسر المتضررة من DSD من خلال تعزيز التعاون بين جميع أصحاب المصلحة.
- YourChild: اضطرابات التنمية الجنسية (DSD) موارد جامعة ميشيغان النظام الصحي.
- Sex Development: An Overview الرسوم المتحركة لنمو الأعضاء التناسلية قبل الولادة من مستشفى الأطفال المرضى، تورنتو.
- كتيب اتحاد الآباء بشأن إدارة اضطرابات التنمية الجنسية.
- المبادئ التوجيهية السريرية لإدارة اضطرابات النمو الجنسي في اتحاد الطفولة على إدارة اضطرابات التنمية الجنسية.